# Nejmeh Club
Nejmeh Club (arabisch نادي النجمة الرياضي, DMG Nādī an-Naǧma ar-riyāḍī) ist ein Fußballverein aus Beirut im Libanon. Der Verein spielt in der Libanesischen Premier League, der höchsten Liga des Landes. Seine Heimspiele trägt der Verein im Camille-Chamoun-Stadion aus.

## Vereinsgeschichte
Gegründet wurde der Verein 1945. Am 28. April 1947 erhielt der Verein die offizielle Lizenz. 1951 stieg der Verein in die erste Liga auf. Bis zu den 1970er Jahren musste der Verein aber noch warten, ehe der große Durchbruch gelang. Mit dem FA Pokalsieg 1971 errang al Nejmeh den ersten größeren Titel, dem 1973 die erste Meisterschaft folgte. Bis heute konnten insgesamt acht Meisterschaften – zwei inoffizielle miteinbezogen – und sechs FA Cups gewonnen werden. 1974 spielte Pelé ein inoffizielles Freundschaftsspiel im Dress des al Nejmeh SC.
Aufgrund des Bürgerkrieges im Libanon fand von 1975 bis 1987 kein regulärer Spielbetrieb statt. Nach Wiederaufnahme der Liga stellte al-Ansar einen Weltrekord auf, als er von 1988 bis 1999 zwölf Meisterschaften in Folge gewann. Erst al Nejmeh unterbrach im Jahr 2000 den Lauf von al-Ansar und holte seinen dritten Titel. Größter internationaler Erfolg war das Erreichen des Finals im AFC Cup 2005. Dort unterlagen die Fußballer dem Verein al-Faisaly aus Jordanien. 2006 und 2007 stieß man nochmals bis ins Halbfinale vor, scheiterte dort jeweils an al Wihdat. Nach 2005 konnte al Nejmeh SC in den Saisons 2008/09 und 2013/14 seine nächsten Meistertitel einfahren. Am 5. Juni 2016 sicherte sich der Club nach einem Elfmeterschießen gegen al Ahed zum sechsten Mal den FA Cup.

## Vereinserfolge

### Nationale Titel
| Libanesische Premier League (8)               | Libanesische Premier League (8) | Libanesische Premier League (8) | Libanesische Premier League (8) | Libanesische Premier League (8) | Libanesische Premier League (8) | Libanesische Premier League (8) | Libanesische Premier League (8) | Libanesische Premier League (8) | Libanesische Premier League (8) |
| --------------------------------------------- | ------------------------------- | ------------------------------- | ------------------------------- | ------------------------------- | ------------------------------- | ------------------------------- | ------------------------------- | ------------------------------- | ------------------------------- |
| 1972/73*                                      | 1974/75*                        | 1999/2000                       | 2001/02                         | 2003/04                         | 2004/05                         | 2008/09                         | 2013/14                         | 2023/24                         |                                 |
| Libanesischer FA Cup (8)                      |                                 |                                 |                                 |                                 |                                 |                                 |                                 |                                 |                                 |
| 1970/71                                       | 1986/87                         | 1988/89                         | 1996/97                         | 1997/98                         | 2015/16                         | 2021/22                         | 2022/23                         |                                 |                                 |
| Supercup (6)                                  |                                 |                                 |                                 |                                 |                                 |                                 |                                 |                                 |                                 |
| 2000                                          | 2002                            | 2004                            | 2009                            | 2014                            | 2016                            |                                 |                                 |                                 |                                 |
| Libanesischer Elite Cup (12)                  |                                 |                                 |                                 |                                 |                                 |                                 |                                 |                                 |                                 |
| 1996                                          | 1998                            | 2001                            | 2002                            | 2003                            | 2004                            | 2005                            | 2014                            | 2016                            | 2017                            |
| 2018                                          | 2021                            |                                 |                                 |                                 |                                 |                                 |                                 |                                 |                                 |
| * Diese Meisterschaften sind nicht offiziell. |                                 |                                 |                                 |                                 |                                 |                                 |                                 |                                 |                                 |

### Kontinental
- AFC Cup

Finalist: 2005
Halbfinale: 2006, 2007

## Bekannte Spieler
- Hussein Dokmak (1997–2000) Jugend, (2000–2007) Spieler,
- Mohammed Ghaddar (1998–2000) Jugend, (2000–2009) Spieler,
- Zakaria Charara (1998–2006) Jugend, (2007–2009) Spieler,
- Alphonse Tchami (2003)
- Bassim Abbas (2006–2007)

## Bekannte Trainer
- Otto Pfister (2004–2005)
- Theo Bücker (2014–2015, 2017–)